# Jessica Beard
Jessica Beard, ameriška atletinja, * 8. januar 1989, Euclid, Ohio, ZDA.
Ni nastopila na poletnih olimpijskih igrah. Na svetovnih prvenstvih je osvojila tri zaporedne naslov prvakinje v štafeti 4x400 m v letih 2009, 2011 in 2013 ter srebrno medaljo leta 2015.